# Hygrophila stricta
Hygrophila stricta är en akantusväxtart som först beskrevs av Vahl, och fick sitt nu gällande namn av Gustav Lindau. Hygrophila stricta ingår i släktet Hygrophila och familjen akantusväxter. Inga underarter finns listade i Catalogue of Life.